# Монро (округ, Айова)
Шаблон:StateAbbr_ 41°01′42″ пн. ш. 92°52′12″ зх. д. / 41.028333333333° пн. ш. 92.87° зх. д.
Округ  Монро (англ. Monroe County) — округ (графство) у штаті  Айова, США. Ідентифікатор округу 19135.

## Історія
Округ утворений 1843 року.

## Демографія
За даними перепису 
2000 року 
загальне населення округу становило 8016 осіб, зокрема міського населення було 3581, а сільського — 4435.
Серед мешканців округу чоловіків було 3904, а жінок — 4112. В окрузі було 3228 домогосподарств, 2210 родин, які мешкали в 3588 будинках.
Середній розмір родини становив 2,97.
Віковий розподіл населення поданий у таблиці:
| Стать    | До 15 років | 15-21 | 22-29 | 30-39 | 40-49 | 50-65 | 65-85 | Понад 85 |
| -------- | ----------- | ----- | ----- | ----- | ----- | ----- | ----- | -------- |
| Чоловіки | 852         | 376   | 294   | 528   | 562   | 636   | 586   | 70       |
| Жінки    | 813         | 350   | 313   | 521   | 550   | 655   | 734   | 176      |

## Суміжні округи
- Махаска — північний схід
- Вапелло — схід
- Аппанус — південь
- Лукас — захід
- Меріон — північний захід

## Виноски
1. ↑  U.S. Decennial Census. United States Census Bureau. Архів оригіналу за 19 липня 2018. Процитовано 20 липня 2014.
2. ↑  Historical Census Browser. University of Virginia Library. Архів оригіналу за 11 серпня 2012. Процитовано 20 липня 2014.
3. ↑  Population of Counties by Decennial Census: 1900 to 1990. United States Census Bureau. Архів оригіналу за 22 квітня 2014. Процитовано 20 липня 2014.
4. ↑  Census 2000 PHC-T-4. Ranking Tables for Counties: 1990 and 2000 (PDF). United States Census Bureau. Архів оригіналу (PDF) за 18 грудня 2014. Процитовано 20 липня 2014.
5. ↑  State & County QuickFacts. United States Census Bureau. Архів оригіналу за 7 червня 2011. Процитовано 20 липня 2014.(англ.) Наведено за англійською вікіпедією.
6. ↑  American FactFinder. Бюро перепису населення США. Архів оригіналу за 26 лютого 2012. Процитовано 31 січня 2008.

| США | Це незавершена стаття з географії США. Ви можете допомогти проєкту, виправивши або дописавши її. |